# Diaphane en diable
Diaphane en diable (The Lady is Transparent) est un roman policier de l’écrivain australien Carter Brown publié en 1962 en Australie et aux États-Unis. Le livre paraît en France en 1963 dans la Série noire. La traduction, prétendument "de l'américain", est signée France-Marie Watkins. 
C'est une des nombreuses aventures du lieutenant Al Wheeler, bras droit du shérif Lavers dans la ville californienne fictive de Pine City - la quatorzième traduite en français aux Éditions Gallimard. Le héros est aussi le narrateur.

## Résumé
En pleine nuit d'orage, Le shérif Lavers envoie Al Wheeler dans une demeure isolée et gothique, où s'est produit un meurtre en chambre close. Henry Slocombe s'était enfermé dans une chambre pour y affronter le spectre familial : la Dame Grise. Un hurlement a retenti vers minuit. Ayant forcé la porte, Wheeler découvre le corps de Slocombe, la gorge déchiquetée ; une odeur de fauve plane dans la pièce ; un magnétophone tourne encore : il a enregistré la conversation entre Henry Slocombe et l'apparition qui, selon tous les membres de la famille Harvey, a tué Slocombe... La fenêtre de  la pièce étant condamnée depuis longtemps, Al Wheeler doit donc élucider à la fois une classique énigme policière et un phénomène surnaturel. Heureusement, une rousse extérieure à cette demeure, aussi portée sur les confidences que sur l'alcool, informe le lieutenant de certains dessous de l'affaire, en particulier de gisements de pétrole qui abonderaient sous le sol de la vaste propriété.

## Personnages
- Al Wheeler, lieutenant enquêteur au bureau du shérif de Pine City.
- Le shérif Lavers.
- Le sergent Polnik.
- Annabelle Jackson, secrétaire du shérif.
- Doc Murphy, médecin légiste.
- Ed Sanger, technicien du labo de la Brigade Criminelle.
- Ellis Harvey, propriétaire à Old Canyon Road.
- Justine Harvey, la fille aînée.
- Martha Harvey, la fille cadette.
- Ben Harvey, frère d'Ellis.
- Henry Slocombe, poète, amoureux de Martha.
- George Farrow, fiancé de Martha.
- Loraine Farrow, sœur de George.

## Édition
- Série noire no 765, 1963,  (ISBN 2070477657). Réédition : Carré noir no 274 (1978),  (ISBN 2070432742).